# نیکلاس کریستاکیس
نیکلاس اِی. کریستاکیس (متولد ۷ مارس ۱۹۶۲) یک جامعه‌شناس و پزشک شناخته شده آمریکایی برای پژوهش‌های خود در در شبکه‌های اجتماعی و تعیین‌کننده‌های اجتماعی و اقتصادی و بیولوژیکیِ رفتار، سلامت و طول عمر است. او استاد اجتماعی و علوم طبیعی در دانشگاه ییل است. او هدایت آزمایشگاه طبیعت انسان را بر عهده دارد و مدیر انستیتو شبکه علم ییل است.